# Zlata Šufflay
Zlata pl. Šufflay (Donje Jesenje, 15. kolovoza 1873. – Zagreb, 24. lipnja 1956.), bila je hrvatska učiteljica i stručnjakinja za narodni tekstil, istraživačica i promicateljica lepoglavskoga i nacionalno-sakralnoga čipkarstva. Smatra se i prvom ženom zaposlenom u nekom od hrvatskih muzeja te prvom poznatom dizajnericom čipaka. Prva je provela etnografsko istraživanje o čipki na terenu u Lepoglavi te je zaslužna za pokretanje čipkarskih škola i tečajeva.

## Životopis

### Rani život i školovanje
Rođena je 15. kolovoza 1873. godine u Donjem Jesenju (u literaturi se često navodi pod nazivom Jesenje Donje ili samo Jesenje) kao Aurelija Štefanija pl. Šufflay u obitelji koja je izvorno bila dijelom samoborske plemićke obitelji Šufflay de Otruševec. Otac Augustin Šufflay, sin klobučara, oženjen plemkinjom njemačkoga podrijetla, Franciskom Welle von Vornstern, bio je učitelj te se obitelj zbog prirode posla često selila: tako je Zlata rođena u Donjem Jesenju, a njezin mlađi i poznatiji brat Milan u Lepoglavi koji, za razliku od svojih starijih sestara, Zlate i Angele, jedini nije krenuo očevim stopama (završio je studij povijesti).
Osnovnu školu Zlata Šufflay završava u Varaždinu kod uršulinki (Uršulinska osnovna škola), a 1890. godine dolazi u Zagreb gdje do 1893. godine u Učiteljskoj školi sestara milosrdnica s pravom javnosti svladava, između ostaloga, i osnove ručnoga, pa tako i čipkarskoga rada s kojim se, doduše, već upoznala u očevoj i bratovoj rodnoj Lepoglavi. To je doba reforme obrazovanja u kojoj je iznimno značajna uloga Isidora Kršnjavog, odjelnoga predstojnika Ministarstva za bogoštovlje i nastavu (1891. – 1896.), napose u području reforme rukotvorstva i narodnog gospodarstva kroz program stručnoga osposobljavanja čime su bili stvoreni preduvjeti za pokretanje i izvođenje strukovnih tečajeva u osnovnim školama. Znanje i vještine koje bi tamošnje polaznice stjecale omogućilo je prehranjivanje mnogih siromašnih obitelji, a neke bi djevojke na taj način zaradile i za miraz.

### Učiteljica, muzeologinja, istraživačica
Zlata Šufflay svoj je učiteljski rad započela u školi u Zagorskim Selima gdje se zadržala tek godinu dana. Nakon osnutka čipkarskoga tečaja u sklopu niže osnovne škole u Lepoglavi, kojega je prve dvije godine vodila Viktorija Pajer (katkada u izvorima bilježena kao Paier), 1894. godine Zlata Šufflay preuzima njegovo vođenje. U početku svoje polaznice, učenice četvrtog i petog razreda osnovne škole, ali i starije djevojke i žene, poučava izričito po nacrtima idrijske čipke, no s vremenom uvodi vlastite nacrte i narodne tehnike. No ni tu se nije dugo zadržala, pa je već 1897. godine napustila mjesto voditeljice (zbog neslaganja s čelnikom škole), na kojemu ju je zamijenila Julijana Peroš. Ni ona se neće dugo zadržati na tom mjestu s obzirom na to da je tečaj ukinut 1900. godine. Nakon odlaska iz Lepoglave Zlata Šufflay pronalazi novo radno mjesto u Varaždinskim Toplicama gdje nastavlja s proučavanjem i promicanjem rukotvorstva. Tu će narednih šesnaest godina, do 1913. godine, voditi Strukovni čipkarski tečaj koji je osnovan na njezin prijedlog. Njezinim će odlaskom u zagrebački Muzej za umjetnost i obrt, koji je tada bio u sastavu Obrtne škole, i taj tečaj prestati s radom. U Muzej je prvotno primljena bez nekog konkretnog zaduženja, da bi 1920. godine bila imenovana asistentom za tekstilni rad. Inenzivno se bavi znanstveno-istraživačkim radom (odlazi na terensko istraživanje u Lepoglavu), nastoji oživjeti čipkarstvo te radi na klasifikaciji i katalogizaciji čipaka.
Na rad Zlate Šufflay značajni je utjecaj imao i hrvatski etnograf Antun Radić: pod njegovim utjecajem proučava narodno nazivlje (na koje Radić ima značajne prigovore), motive i vezove, izrađuje nacrte za čipke i same čipke inzistirajući na upotrebi narodnih motiva (kritizira pomodarstvo, uporabu nacrta i čipaka iz uvoza) i nada se da će Lepoglava jednom postati "hrvatski Bruxelles" (uvođenjem briselske tehnike izrade čipke u Banovinskoj čipkarskoj školi ona će to i postati te joj to kasnije priznaje i sama Z. Šufflay).

### Umirovljenje i posljednji dani
Odlaskom u mirovinu 1925. godine ne prestaje njezin rad na promicanju čipke i čipkarstva. Iste godine, u povodu obilježavanja godišnjice hrvatskoga kraljevstva (925. – 1925.), priređuje nacrte nacionalnih crkvenih čipaka, a na međunarodnoj izložbi u Parizu njezina čipka "Lepeza" osvaja srebrno odličje. Šest godina kasnije, 1931. godine, uključuje se u pripreme za obilježavanje dvjestote obljetnice Majke Božje od Kamenitih vrata. Tom je prilikom izradila nacrte za albu i oltarnik ostajući vjerna narodnim motivima kao što su kitice i gusle. Usprkos želji da te nacrte realiziraju Sestre milosrdnice u svojoj radionici crkvenog ruha, ruho ja na kraju izrađeno u ljubljanskoj čipkarskoj školi. Povrh toga zalaže se i za osnivanje čipkarskih škola u Lepoglavi i Varaždinskim Toplicama (ovu potonju zamislila je kao školu nacionalno-sakralnog smjera) te se u te svrhe obraća i zagrebačkom nadbiskupu i kardinalu bl. Alojziju Stepincu koji je podupire u njezinu nastojanju, no bolest i Drugi svjetski rat te političke prilike nakon njega prekidaju započete dogovore i radnje.
Do kraja života Zlata Šufflay ostaje povezana sa sestrama milosrdnicama koje su u posljednjim danima skrbile o njoj donoseći joj čak i hranu iz samostana.
Preminula je u Zagrebu 1956. godine.

## Spisateljski rad
Zlata Šufflay bavila se i pisanjem pri čemu se koristila i različitim pseudonimima (neke je koristila i u osobnoj korespondenciji) kao što su Ahmes-Re, Deogracija, Iluminata i Sakrificija. Pisala je članke u novinama (Jutarnji list, Nedjelja) i časopisima (Euharistijski glasnik, Glasnik Srca Isusova, Glasnik sv. Franje, Nedelja i ini). U njima je, između ostaloga, pisala i o lepoglavskom čipkarstvu te njegovoj podjeli na tri razdoblja: prije (do 1892. godine), za vrijeme (1892. – 1900.) i nakon (1900. – 1920.) čipkarskoga tečaja. Njezino je najpoznatije djelo Hrvatska narodna čipka u domu i na oltaru koje se smatra "prvom hrvatskom stručnom knjigom o povijesti općeg i hrvatskog čipkarstva", a u kojoj su prikazani izvorni nacrti i izrađeni uzorci čipaka na batiće.

### Radovi
- Hrvatska narodna čipka u domu i na oltaru: La Dentelle Nationale Croate en Famille et à L’autel, vl. naklada, Sveučilišna tiskara. Beč, 1918. (dvojezično hrvatsko-francusko izdanje)[11]
- Čipke biskupskih albi katedralne riznice u Zagrebu. Jutarnji list, 22. siječnja 1928.[12]
- Katalog čipaka i čipkarskih radnja. Muzej za umjetnost i umjetnički obrt u Zagrebu, (u rukopisu, čuva se u arhivu MUO)[13]

## Nagrade
- 1925.: Srebrna medalja na Exposition internationale des Arts décoratifs et industriels modernes u Parizu, za izloženu čipku "Lepeza".